# Gare de London Bridge
 (août 2020).
Le contenu est difficilement compréhensible vu les erreurs de traduction, qui sont peut-être dues à l'utilisation d'un logiciel de traduction automatique.
Pour les articles homonymes, voir London Bridge (homonymie).
London Bridge est un terminus ferroviaire du centre de Londres et la station de métro de Londres connectée à Southwark , au sud-est de Londres. Il occupe une vaste zone sur trois niveaux immédiatement au sud-est du London Bridge , d'où il tire son nom. La gare principale est la plus ancienne gare ferroviaire de la zone tarifaire 1 de Londres et l'une des plus anciennes du monde ayant ouvert ses portes en 1836. C'est l'une des deux principales lignes terminales de Londres au sud de la Tamise (l'autre étant Waterloo ) et est la quatrième gare la plus fréquentée de Londres, avec plus de 50 millions de clients par an.
La gare a été à l'origine ouverte par le London and Greenwich Railway en tant que service local. Il desservit par la suite le London and Croydon Railway , le London and Brighton Railway et le South Eastern Railway , devenant ainsi un terminus important de Londres. Il a été reconstruit en 1849 et à nouveau en 1864 pour offrir plus de services et augmenter la capacité. Les services locaux de London Bridge ont commencé à être électrifiés au début du XXe siècle et s'étaient répandus sur les routes nationales dans les années 1930. La gare a été largement reconstruite par British Rail au cours des années 1970, avec un plan de re-signalisation complet et un alignement des voies. Il a été réaménagé dans les années 2010 pour mieux accueillir le Thameslinkitinéraire qui fournit une connexion à l'aéroport de Gatwick , l'aéroport de Luton et Crossrail .
London Bridge est desservi par des services du sud-est de Charing Cross et Cannon Street vers des destinations dans le sud-est de Londres, Kent et East Sussex et est un terminus pour de nombreux services de banlieue du sud et régionaux vers le sud de Londres et de nombreuses destinations dans le sud-est de l'Angleterre. Les services Thameslink de Bedford, Cambridge et Peterborough à Brighton et à d'autres destinations du Sussex et du Kent ont commencé à desservir la station en 2018.

## Histoire
La gare de London Bridge est mise en service le 14 décembre 1836, ce qui en fait le plus ancien terminus ferroviaire de Londres encore en activité. Ce n'était pas la première station dans la région métropolitaine de Londres, car le chemin de fer de Londres et de Greenwich avait ouvert des stations à Spa Road (à Bermondsey) et Deptford le 8 février 1836. L'achèvement de la ligne dans London Bridge a été reporté en raison de retards dans la construction d'un pont sur la rue Bermondsey. À partir du 10 octobre 1836, les trains pouvaient circuler jusqu'à l'extrémité est de ce pont, les passagers devant parcourir à pied les derniers 300 mètres. La station a eu plusieurs changements de propriété et des reconstructions complètes depuis son ouverture. 

### Gare de Londres et de Greenwich
La gare de Londres et de Greenwich d'origine en décembre 1836 : elle a quatre voies et une largeur de 18 mètres et une longueur de 120 mètres. Trois voies conduisent à deux plates-formes. La station est entièrement exposée aux intempéries jusqu'à ce qu'un toit de toile goudronné soit érigé en 1840 (Seize colonnes et quatorze poutres de cette structure ont été récupérées en 2013 et données au chemin de fer de Vale of Rheidol à Aberystwyth, Pays de Galles pour utilisation dans un projet de musée ferroviaire). 
Avant d'achever le hangar de train, le London and Greenwich Railway (en) a conclu un accord avec le London and Croydon Railway (en) proposé pour que ce dernier utilise ses voies de Corbett's Lane, Bermondsey, et de partager sa gare. Cependant, le chemin de fer de Greenwich avait sous-estimé le coût de construction du long viaduc menant à London Bridge et n'était pas en mesure de construire une gare suffisamment grande pour le trafic pour les deux sociétés, et donc en juillet 1836, il a vendu un terrain adjacent à sa gare (alors encore en construction) au chemin de fer de Croydon pour construire sa propre gare indépendante. 

### Gare de Londres et Croydon
1908 Railway Clearing House carte des lignes autour des approches de London Bridge : le London and Brighton Railway et le South Eastern Railway (SER) planifiaient également des itinéraires entre Londres et Brighton et Douvres respectivement, et le Parlement britannique décida que la ligne Londres et Greenwich deviendrait le couloir d'entrée à Londres depuis le sud-est de l'Angleterre. Les deux chemins de fer étaient donc tenus de partager l'itinéraire du London and Croydon Railway depuis près de Norwood (qui à son tour partageait l'itinéraire du London and Greenwich Railway de Bermondsey à London Bridge). En conséquence, en 1838, le London and Croydon Railway obtint le pouvoir d'agrandir la gare qu'il construisait alors à London Bridge, avant son ouverture au trafic. 
Le London and Croydon Railway a ouvert sa ligne et a commencé à utiliser sa gare le 5 juin 1839; le chemin de fer de Londres et de Brighton l'a rejoint le 12 juillet 1841, suivi du chemin de fer du sud-est le 26 mai 1842. On découvrit bientôt que le viaduc approchant du pont de Londres serait insuffisant pour faire face au trafic généré par quatre chemins de fer, il fut donc élargi par le chemin de fer de Greenwich entre 1840 et 1842, doublant le nombre de voies à quatre. Les nouvelles lignes, destinées aux trains de Croydon, Brighton et South Eastern, étaient situées du côté sud de la ligne existante de Greenwich, tandis que leur gare était au nord du site de London Bridge, conduisant à une traversée maladroite et potentiellement dangereuse d'une les lignes d'un autre. Les dirigeants des sociétés concernées ont décidé d'échanger des sites; le London and Greenwich Railway reprendrait la gare de Londres et de Croydon récemment achevée, tandis qu'un nouveau comité mixte des sociétés de Croydon, Brighton et du Sud-Est démolirait la première gare et en construirait une nouvelle sur son site.

### Station commune
Le projet de gare commune de London Bridge v. 1844
Des plans pour une nouvelle grande station ont été élaborés, conçus conjointement par Lewis Cubitt , John Urpeth Rastrick et Henry Roberts .  dessins ont été publiés dans les Nouvelles Illustrées de Londres et le Guide de George Bradshaw au chemin de fer de Londres et de Brighton 1844. Ils montrent «un bâtiment quasi-italianisant avec un campanile pittoresque ».  Il a ouvert pour les affaires en juillet 1844 tandis que seulement partiellement achevé, mais des événements se produisaient qui signifieraient que le clocher ne serait jamais construit et que le nouveau bâtiment ne durerait que cinq ans. 
En 1843, les compagnies de chemin de fer SER et Croydon devinrent de plus en plus préoccupées par les péages élevés facturés par le London and Greenwich Railway pour l'utilisation des abords des gares et obtinrent l'approbation du Parlement pour construire leur propre ligne indépendante dans le sud de Londres jusqu'à une nouvelle gare à Bricklayers Arms. , qui a été vaguement décrit comme un «terminus West End». Cette ligne a ouvert le 1er mai 1844 et la plupart des services de ces deux compagnies ont été retirés de London Bridge, ne laissant que les compagnies de Greenwich et de Brighton utilisant la gare de London Bridge.  La société Greenwich était au bord de la faillite et a donc été contrainte de louer ses lignes au SER, qui est entrée en vigueur le 1er janvier 1845 L'année suivante, les sociétés Croydon et Brighton, ainsi que d'autres petits chemins de fer, ont fusionné pour former le London Brighton and South Coast Railway (LB & SCR).  Par conséquent, il n'y avait que deux entreprises desservant London Bridge. Le LB & SCR a utilisé la station commune inachevée jusqu'à ce qu'elle soit démolie en 1849 et un bâtiment plus grand construit. 

### Gare du sud-est
La gare du sud-est (à gauche) et la station temporaire de Brighton c. 1850 après la démolition de la gare commune
Le SER a repris la deuxième gare de Londres et de Greenwich (qui avait été construite pour le London and Croydon Railway) et a cherché à développer ce site plutôt que de continuer à investir dans l'ancienne gare commune, qui est devenue la propriété de la LB & SCR. La station SER a donc été reconstruite et agrandie entre 1847 et 1850, selon un plan de Samuel Beazley .  En même temps encore d'autres améliorations ont été apportées aux approches de station, augmentant le nombre de voies à six, qui ont entièrement séparé les lignes des deux chemins de fer.  Une fois ces extensions terminées, le SER a fermé son terminus passagers à Bricklayer's Arms et a converti le site en dépôt de marchandises en 1852. 
La gare de London Bridge resta le terminus londonien du SER jusqu'en 1864, date à laquelle sa gare fut de nouveau reconstruite.  Cinq des plates-formes existantes ont été converties en une gare de passage pour permettre l'extension de la ligne principale dans le centre de Londres et l'ouverture de la gare de Charing Cross et en 1866 à la gare de Cannon Street .  En 1899, le SER a conclu une fusion de travail avec le London Chatham and Dover Railway (LC&DR) pour former le comité de gestion conjoint des compagnies de chemin de fer du sud-est et de Chatham . Des jonctions ont été posées pour permettre aux trains à travers le pont de Londres d'atteindre les stations LC&DR au viaduc de Holborn etSt Pauls . 

### Gare de Londres Brighton et de la côte sud
La gare de Londres Brighton et de la côte sud c. 1853
Les deux stations, vues de la ligne c. 1853
Le LB & SCR a repris la station commune inachevée, qu'ils ont démolie en 1849 et a ouvert une station temporaire en 1850.  Ceci a été reconstruit et agrandi en 1853-4 pour faire face au trafic supplémentaire des lignes à Sydenham et Crystal Palace . Une structure en forme de boîte de trois étages de style italien a été érigée, avec le nom du chemin de fer inscrit sur le parapet supérieur. 
Plan des gares d'ici 1888, avec les voies séparées pour les niveaux haut et bas du SER, et les nouvelles plates-formes 4, 5 et 6 du LB & SCR et l'hôtel Terminus
En 1859, le LC&DR demanda au LB & SCR des pouvoirs de fonctionnement de Sydenham à London Bridge, mais fut refusé.  Cependant, un arrangement de billetterie a été fait entre les deux compagnies car le LC&DR a annoncé des connexions vers et depuis le pont de Londres dans ses horaires dans The Times and Bradshaw's Railway Guide pour juillet 1861.  Cet arrangement était de courte durée en attendant la construction de la ligne LC&DR jusqu'au viaduc de Holborn . 
Le LB & SCR a également construit l' hôtel Terminus à la gare en 1861. Il a été conçu par Henry Currey , architecte de l'hôpital St Thomas et comptait 150 salles publiques sur sept étages.  Il a été infructueux parce qu'il était sur la rive sud de la rivière, a donc été transformé en bureaux pour le chemin de fer en 1893. Il a été détruit par un bombardement en 1941. 
Une loi du Parlement de 1862 a donné à la LB & SCR le pouvoir d'agrandir davantage la station.  Au cours des prochaines années sous la direction du nouvel ingénieur en chef Frederick Banister ,  la société a construit quatre autres plates-formes dans une zone adjacente au sud de sa station actuelle pour faire face au trafic supplémentaire généré par l'achèvement de la South London Line et d'autres lignes de banlieue jusqu'à la gare Victoria .  Cela avait un toit à voûte en treillis à une seule travée mesurant 88 par 655 pieds (27 par 200 m) et a été conçu par J. Hawkshaw et Banister. Au cours de la première décennie du XXe siècle, la station LB & SCR de London Bridge a de nouveau été agrandie, mais dans l'ensemble, la station de London Bridge est restée une "confusion tentaculaire". 

La nature chaotique de la station au tournant du siècle a été décrite dans le poème de John Davidson , "London Bridge":
À l'intérieur de la station, tout est si vieux,
si gênant, d'une telle
Perplexité multiple , et, comme une taupe pourrait le voir,
si strictement ce qu'une station ne devrait pas être,
qu'aucune idée ne minimise son grossière
et pourtant une ineptie élaborée.

-  
La ligne sud de Londres reliant London Bridge à Victoria a été électrifiée en 1909 avec un système aérien expérimental . Il a réussi et d'autres services suburbains ont été électrifiés, y compris la ligne vers Crystal Palace en 1912.  En raison de la Première Guerre mondiale , la ligne vers Croydon n'a pas été électrifiée avant 1920. 

### Gare du Sud
La station LB & SCR en 1922 peu de temps avant la propriété de Southern Railway. L'hôtel Terminus se trouve à droite de la photo
La Loi sur les chemins de fer de 1921 a conduit au regroupement des Big Four en 1923. Tous les chemins de fer du sud de l'Angleterre se sont réunis pour former le Southern Railway (SR), ce qui a amené le complexe de London Bridge sous une seule propriété.  Le mur qui a divisé les stations de Chatham et de Brighton a été partiellement renversé en 1928 pour fournir un échange plus facile entre les stations. Cela a permis d'utiliser une plus grande gamme de plates-formes pour les services ferroviaires de banlieue de plus en plus fréquents vers le London Bridge. 
Entre 1926 et 1928, la Southern Railway a électrifié les lignes de banlieue SE&CR à London Bridge en utilisant un troisième système ferroviaire , en y adaptant en même temps les itinéraires LB & SCR existants. Les premiers services électriques ont eu lieu le 25 mars 1928 de London Bridge à Crystal Palace via Sydenham, suivis d'un service aux heures de pointe vers Coulsdon North le 17 juin. Cela a été suivi par des services électriques à Epsom Downs via West Croydon, Crystal Palace via Tulse Hill et Streatham Hill, et à Dorking North et Effingham Junction via Mitcham le 3 mars 1929  Parallèlement à l'électrification, le SR installé signalisation lumineuse couleur . Le Southern Railway a électrifié la ligne principale de Brightonservices à Brighton et la côte sud, fournissant un service complet à Three Bridges le 17 juillet 1932. Cela a été suivi par un service électrique complet à Brighton et West Worthing le 1er janvier 1933, suivi par des services à Seaford , Eastbourne et Hastings le 7 juillet 1935 et à Bognor Regis et Littlehampton le 3 juillet 1938. 
Dans les années 1930, une caractéristique régulière du trafic sur le pont de Londres était une surabondance de services de banlieue, tous partant à 17 h ou peu après. Un horaire typique incluait des services de 12 voitures vers Brighton, Eastbourne et Littlehampton, le tout entre 5:00 et 5:05. "The fives" a continué à fonctionner jusqu'au milieu des années 1970. 
Les deux gares de London Bridge ont été gravement endommagées par les bombardements du London Blitz en décembre 1940 et au début de 1941. La coque des deux gares a été rapiécée, mais l'ancien hôtel Terminus, alors utilisé comme bureaux de chemin de fer, a été rendu dangereux et démoli. 

### Gare des chemins de fer britanniques
Hall de la section centrale avant la reconstruction de 1978
Les chemins de fer britanniques (BR) ont pris la responsabilité de la gare en 1948 après la nationalisation des chemins de fer. Ils ne considéraient pas le London Bridge comme une priorité au début, et les dégâts de la gare causés par la guerre sont restés dans les années 1960.  L'électrification des lignes dans London Bridge s'est poursuivie dans les années 1950 et 1960, avec le dernier service de vapeur fonctionnant en 1964, lorsque la ligne vers Oxted et Uckfield a été remplacée par des unités multiples diesel/électriques. 
Au début des années 1970, la gare ne pouvait plus faire face au volume de trafic. Entre 1972 et 1978, BR a considérablement réaménagé la gare et ses abords.  Cela comprenait un schéma de re-signalisation de 21 millions de livres sterling et un nouveau hall de station conçu par NDT Wikeley, architecte régional pour la région du sud. Celui-ci a été ouvert le 14 décembre 1978. De nouveaux auvents ont été ajoutés sur les anciennes plates-formes SER, mais le toit voûté de Brighton a été laissé. Il a été décrit par le compagnon d'Oxford à l'histoire des chemins de fer britanniques comme "l'une des meilleures reconstructions de gares modernes en Grande-Bretagne". 
L'approche de la gare avant la reconstruction de 1978
Le mécénat vers London Bridge a été interrompu par un pic au début des années 1970. La gare est restée populaire pour ses itinéraires directs vers la ville et le West End, mais le nombre de trains terminaux a considérablement diminué au début des années 1980.  Le pont au-dessus de l'extrémité nord de la station est devenu la catégorie II répertoriée en janvier 1988, tandis que les plates-formes 9–16 (l'ancien côté LB et SCR) sont devenues répertoriées les mêmes en décembre. 
En 1991, un projet «Thameslink 2000» a été proposé pour améliorer les services entre London Bridge et les lignes Great Northern.  On espérait à l'origine que les travaux seraient terminés en 1997.  Un programme de rénovation de 500 millions de livres sterling a été annoncé par Railtrack en 1999, ce qui aurait vu le complexe de la gare pivoté de 90 degrés et une grande quantité d'espace commercial ajouté . 

### Programme Thameslink
Voir aussi: Programme Thameslink
Une partie du nouveau hall sous les plates-formes 7–9.
La gare a été entièrement réaménagée entre 2009 et 2017 avec la reconstruction de toutes les plates-formes, l'ajout de deux nouvelles entrées majeures au niveau de la rue et des modifications aux halls de passagers et aux commerces de détail.  Le Shard a ouvert à côté de la gare en 2012. Il comprenait une nouvelle entrée et un nouveau toit pour le hall du niveau terminal, et une gare routière plus grande a été construite devant le bâtiment. 
Cela a été suivi par un programme de transformation majeur connu sous le nom de Masterplan , lié au programme Thameslink . 
Les travaux ont commencé en 2012 avec les quais de terminaux adjacents à la rue St Thomas, réduisant le nombre de neuf à six et les étendant pour accueillir des trains plus longs de 12 voitures.  plates-formes par le biais ont été augmentées de six à neuf, qui ont toutes accueilli des trains de 12 voitures.  Dans la gare réaménagée, les services Charing Cross se sont vus attribuer quatre nouvelles plates-formes dédiées (6, 7, 8 et 9) et des services Thameslink vers les plates-formes 4 et 5.  Les plates-formes existantes pour les services de Cannon Street du côté nord de la gare ont également été reconstruits. 
Pendant les travaux, les trains de Charing Cross n'ont pas appelé à la gare pendant la majeure partie de 2015-2016, car les quais ont été reconstruits, suivis des trains de Cannon Street de 2016-2017.  services Thameslink à destination ou en provenance du noyau Thameslink ne se sont pas arrêtés entre 2015 et mai 2018, lorsqu'un service d'une journée entière avec une fréquence considérablement améliorée a commencé lorsque le programme de travaux était terminé. 
L'ancien siège du South Eastern Railway à Tooley Street , Londres , près de la gare de London Bridge.
Dans le cadre des travaux de reconstruction, le mur nord classé du hangar ferroviaire du terminus a été démoli et remplacé par un nouveau mur de soutènement, et les baies classées du toit au-dessus des plates-formes terminales ont été démantelées et stockées.  Chacune des plates-formes reconstruites a sa propre verrière de plate-forme pleine longueur. 
La passerelle datant des années 1970 qui reliait les plates-formes pour l'échange de passagers a également été démolie, remplacée par un hall d'échange sous les plates-formes accessibles par ascenseur, escaliers et escalator. Cela a nécessité la démolition de voûtes en brique entre les rues Stainer et Weston, qui ont été piétonnes et sont devenues une partie du nouveau hall. Un itinéraire plus large a été créé à travers la Western Arcade jusqu'à Joiner Street et la station de métro en déplaçant les magasins existants dans des voûtes en berceau rénovées.  Deux nouvelles entrées principales au niveau de la rue ont été ouvertes au sud sur la rue St Thomas et au nord sur la rue Tooley.  Cela a nécessité la démolition de l'immeuble de bureaux SER de 1893. 
La station rénovée a été officiellement inaugurée par le prince William, duc de Cambridge, le 9 mai 2018. La valeur totale estimée du projet était d'environ 1 milliard de livres sterling.  En juillet 2019, la station remise à neuf a fait la liste restreinte pour le prix Stirling pour l'excellence dans l'architecture. 
En 2020, les lignes Thameslink de London Bridge étaient l'un des rares endroits au Royaume-Uni à utiliser un système de signalisation numérique.

### Accidents et incidents
Plusieurs accidents ont été enregistrés à la gare de London Bridge, mais relativement peu d'entre eux ont fait des morts.  Les accidents les plus graves étaient:
- Le 1er février 1884, le London Bridge de 12 h 05 à Victoria , remorqué par LB & SCR Terrier No 71 Wapping , entre en collision avec un char D1 qui encrasse la sortie de la plate-forme. Deux wagons ont déraillé.
- Le 27 novembre 1895, un train local transporté par LB & SCR Terrier n ° 70 Poplar est entré en collision avec les arrêts tampons.
- En août 1926, une locomotive de classe F1 a envahi les tampons et s'est écrasée dans une brasserie.
- Le 9 juillet 1928, la locomotive de la classe B2X n ° B210 a été dans une collision latérale avec un appareil électrique multiple après que le conducteur de signaux B210 a mal lu. Deux personnes ont été tuées et neuf blessées, six grièvement.
- Le 23 janvier 1948, un train formé d'un 6PAN et d'une unité 6PUL , qui formait ce jour-là 7h30 de service de Ore couplé avec le 8h50 de Seaford , a été autorisé à tirer jusqu'au signal de la maison intérieure , où il aurait dû s'arrêter. Au lieu de cela, il a dépassé le signal et est entré en collision à une vitesse comprise entre 24 et 32 km/h avec un stock vide qui s'était formé à 8 h 20 de Brighton et attendait de quitter la plate-forme 14 de London Bridge pour New Cross Gate . Ce train était formé de deux unités 6PAN. Le train qui a été heurté a été forcé à travers les tampons et a démoli une librairie. Deux membres d'équipage de train et un passager ont été tués et 34 personnes ont été blessées.
- Le 11 avril 1989, un train de voyageurs arrivant de Tattenham Corner est entré en collision avec les tampons. Six personnes ont été blessées.
- Le 28 février 1992, une bombe posée par l' IRA provisoire a explosé à la gare, faisant 29 blessés.
- Le 3 juin 2017, la gare a été fermée pendant plusieurs heures lors d'un attentat terroriste sur le London Bridge et dans le quartier voisin de Borough Market .

## Service des voyageurs

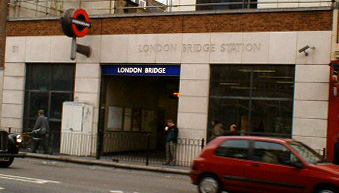
Station de métro London Bridge.

### Accueil
London Bridge est l'une des 19 gares britanniques gérées par Network Rail. Elle dispose, d'un hall et d'une zone d'entrée en lien avec sa façade principale sur Tooley Street, et d'autres entrées notamment sur Borough High Street. Les quais sont reliés entre eux par un grand hall au niveau de la rue, offrant une billetterie, des commerces et des zones d'attente, avec des entrées sur la rue St Thomas et la rue Tooley.

### Desserte
Les quais 1, 2 et 3 sont desservis par les trains à destination ou en provenance de Cannon Street et du sud-est de Londres et du Kent. Les quais 4 et 5 sont desservis par les trains Thameslink entre la ligne principale de Brighton et le cœur de Thameslink via Blackfriars. Les quais 6 à 9 sont desservis par les trains de ou vers Charing Cross vers le sud-est de Londres, le Kent et l' East Sussex. Les quais 10 à 15 sont desservis principalement par les services du sud vers le sud de Londres et la côte sud. 

### Intermodalité
La station de métro London Bridge se trouve sur la ligne Jubilee et la succursale Bank de la ligne Nord. Les bus fluviaux ont un appontement au London Bridge City Pier (en) à proximité. 
Les lignes de bus : 17 , 21 , 35 , 43 , 47 , 133 , 141 , 149 , 343 , 344 , 381 , 388 , 521 et les routes de nuit N21 , N133 , N199 , N343 et N381 desservent la gare, certaines desservant la gare routière de London Bridge . 